# Classe Vikrant
La classe Vikrant è la nuova classe di portaerei che l'India sta costruendo autonomamente. Le unità che ne faranno parte sono le prime ad essere costruite in India.
La INS Vikrant (in precedenza il Project 71 "Air Defence Ship" (ADS)) è la capoclasse dell'omonima classe di portaerei della Bhartiya Nāu Senā, la marina militare indiana, interamente costruita in India, nei cantieri Cochin Shipyard Limited (CSL).
La portaerei Vikrant sarà la più grande nave da guerra costruita in India. La costruzione della prima nave di questa classe è iniziata nel 2008 e la chiglia è stata ultimata nel febbraio 2009. L'80% della costruzione della portaerei sarà ultimato prima del suo varo nel 2010. Era inoltre previsto che la prima portaerei di questa classe sarebbe entrata in servizio entro il 2012, ma la data è stata posticipata di un anno a causa della mancata disponibilità dalla Russia di una fornitura di acciaio AB/A; questo ha spinto la SAIL alla creazione di infrastrutture per garantire una lavorazione interna dell'acciaio.

## Storia del progetto
Nel 1987, la marina indiana ottiene dal governo che venga commissionato alla DCN (Direction des constructions navales française) lo studio di una nave comando da 25 000 tonnellate. Nel 1989 la DCN offre due opzioni: quella di una portaerei CATOBAR e quella di una portaerei STOVL per velivoli VTOL/STOL.
Dopo essere stati abbandonati questi studi vennero ripresi dal Directorate of Naval Design indiano che propose alla Indian Navy una portaerei STOVL da 16 500 tonnellate e una portaerei CATOBAR da 20 000 tonnellate entrambi denominate Air Defence Ship (ADS) e la scelta sembrò essere orientata sulla portaerei STOVL dovuta anche al fatto che l'Aviazione navale indiana disponeva dei Sea Harrier imbarcati sulla portaerei INS Viraat.
Nel 1996 la Marina Indiana prende seriamente in considerazione l'offerta della Russia per la portaerei della classe Kiev Admiral Gorškov che era stata ritirata dal servizio dalla Marina Federale Russa. Dopo varie controversie l'accordo definitivo dell'acquisto è stato raggiunto il 17 dicembre 2009.
Il progetto definitivo della portaerei di costruzione indiana venne presentato il 14 giugno 1999 ed era quello di una portaerei STOBAR di 37 000 tonnellate, con ponte di volo con trampolino (ski-jump) di 14° e propulsione costituita da quattro turbine a gas General Electric LM2500 da consentire alla nave una velocità di 28 nodi.
Il progetto è stato ufficialmente approvato nel gennaio 2003 e il primo taglio delle lamiere è avvenuto a Kochi l'11 aprile 2005. Nel frattempo il progetto della portaerei è stato rinominato Indigenous Aircraft Carrier (IAC) e per l'integrazione dell'apparato motore gli indiani hanno avuto l'assistenza dell'italiana Fincantieri che stava completando l'allestimento della portaerei della Marina Militare Italiana Cavour.
I primi sensori di allarme e di capacità aerea anti-missile della prima portaerei sono simili a quelli dei cacciatorpediniere della classe Kolkata. Il CSL è in attesa da parte della Indian Navy di un ordine per una seconda portaerei i cui lavori sarebbero dovuti iniziere nei primi mesi del 2010 ed è prevista in futuro una terza portaerei.
L'equipaggio previsto è di circa 1400 effettivi, compreso il Gruppo Aereo Imbarcato. L'entrata in servizio della INS Vikrant è prevista nel 2018.

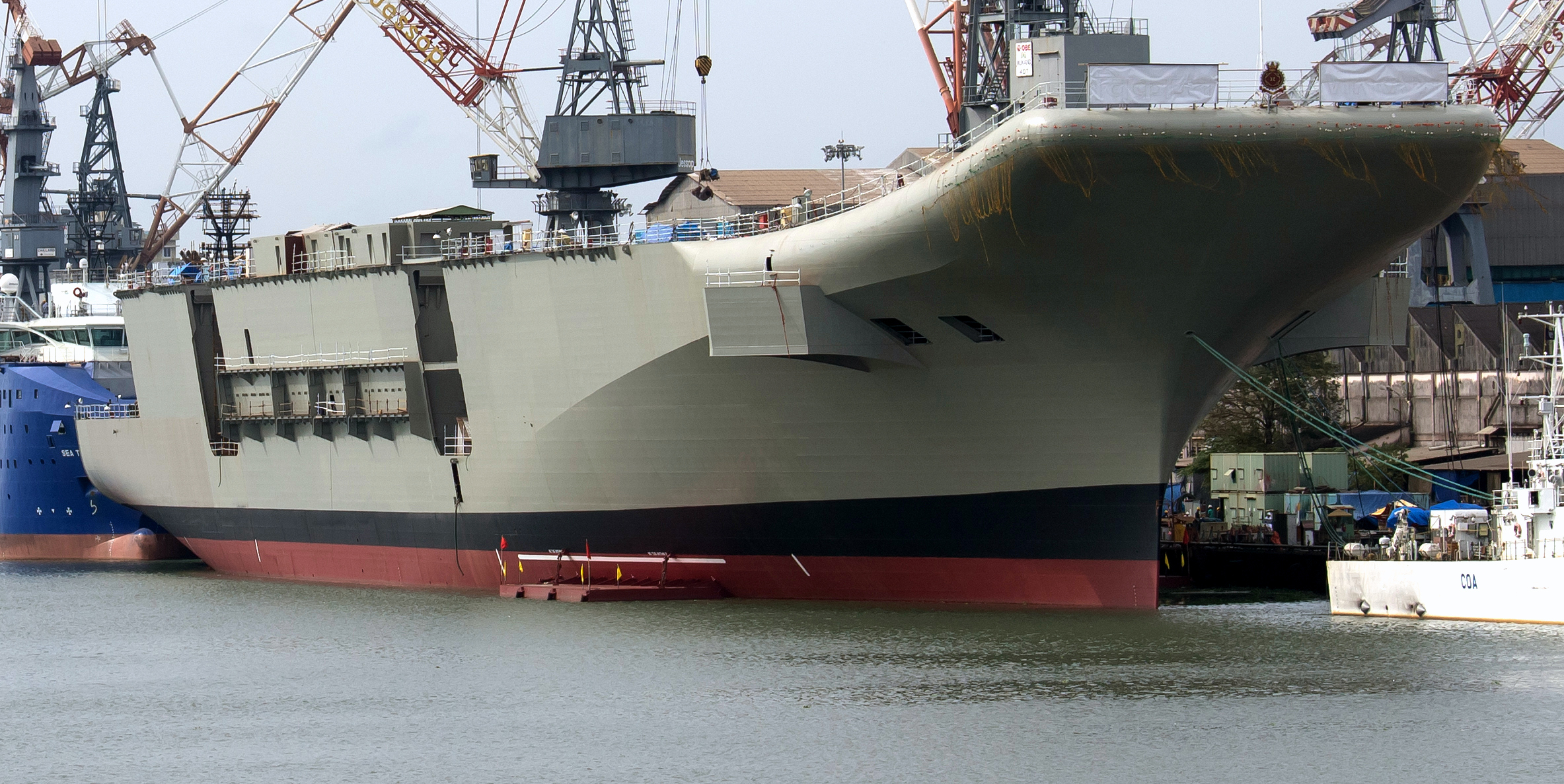

Il varo della nave, priva dell'isola, è avvenuto il 13 agosto 2013.
Le prime prove in mare sono state effettuate tra il 4 ed il 9 agosto 2021. Una seconda fase di prove in mare, durata 10 giorni, è stata iniziata il 24 ottobre 2021, quando la portaerei si è diretta nel Mar Arabico sudorientale per essere testata in manovre di navigazione. La terza fase, iniziata il 10 gennaio 2022, è servita per testare le varie suite di sensori installate sulla nave. La quarta ed ultima fase di prove in mare, quella che ha preceduto la consegna alla Marina indiana, si è conclusa il 10 luglio 2022. Durante questa fase sono state testate le apparecchiature e sistemi critici relative alle strutture aeronautiche di bordo
Il 2 settembre 2022, con una cerimonia che si è svolta presso il cantiere navale Cochin, il Primo Ministro Narendra Modi ha ufficializzo l'entrata in servizio della nave con l'Indian Navy.

## Navi
| Nome        | N. distintivo | Dislocamento | Impostata        | Varata         | Prove in mare | In servizio      | Dettagli                       |
| ----------- | ------------- | ------------ | ---------------- | -------------- | ------------- | ---------------- | ------------------------------ |
| INS Vikrant | R11           | 40.000       | 28 febbraio 2009 | 12 agosto 2013 | 4 agosto 2021 | 2 settembre 2022 | portaerei convenzionale STOBAR |